# Barpeta Road
Barpeta Road là một thành phố và là nơi đặt ban đô thị (municipal board) của quận Barpeta thuộc bang Assam, Ấn Độ.

## Nhân khẩu
Theo điều tra dân số năm 2001 của Ấn Độ, Barpeta Road có dân số 35.281 người. Phái nam chiếm 52% tổng số dân và phái nữ chiếm 48%. Barpeta Road có tỷ lệ 74% biết đọc biết viết, cao hơn tỷ lệ trung bình toàn quốc là 59,5%: tỷ lệ cho phái nam là 80%, và tỷ lệ cho phái nữ là 67%. Tại Barpeta Road, 11% dân số nhỏ hơn 6 tuổi.